# 滋賀県道501号安養寺虎姫線
滋賀県道501号安養寺虎姫線（しがけんどう501ごう あんようじとらひめせん）は、滋賀県長浜市を通る一般県道である。

## 概要
長浜市安養寺町から長浜市月ヶ瀬町に至る。
この県道は、旧滋賀県道257号を取り込んでいる。また、市町村合併により長浜市のみを通過する道となった。

### 路線データ
- 起点：長浜市安養寺町（安養寺交差点、滋賀県道44号木之本長浜線・滋賀県道252号南浜山本高月線交点）
- 終点：長浜市月ヶ瀬町（滋賀県道275号三川月ヶ瀬線交点）
- 総延長：4.6 km

## 路線状況

### 道路施設

#### 橋梁
- 賀村橋（高時川、長浜市）

## 地理

### 通過する自治体
- 長浜市

### 交差する道路
| 交差する道路                                         | 交差する場所 | 交差する場所        |
| ---------------------------------------------------- | ------------ | ------------------- |
| 滋賀県道44号木之本長浜線 滋賀県道252号南浜山本高月線 | 安養寺町     | 安養寺交差点 / 起点 |
| 国道8号                                              | 湖北町小倉   | 小倉交差点          |
| 滋賀県道275号三川月ヶ瀬線                            | 月ヶ瀬町     | 終点                |

### 沿線
- 大安神社
- 小倉神社
- 林栖寺
- 月ヶ瀬神社
- 近江高野山蓮華山天徳寺
- 菱琶テクノ